# Прад
 Тази статия е за града във Франция.  За окръга вижте Прад (окръг).  
Прад (на френски: Prades, [pʁad]) е град в южна Франция, административен център на окръг Прад в департамента Източни Пиренеи на регион Окситания. Населението му е около 6100 души (2018).
Разположен е на 357 метра надморска височина в долината на река Тет, на 23 километра североизточно от границата с Испания и на 40 километра западно от Перпинян. Селището се споменава за пръв път през 843 година и в продължение на столетия е владение на бенедиктинското абатство в Лаграс. Днес то е главният град в по-ненаселената западна част на департамента Източни Пиренеи и център на малка агломерация, включваща още 4 селища.